# Južni otok
Južni otok (angleško South Island, maorsko Te Waipounamu) je večji od obeh glavnih otokov, ki predstavljata ozemlje države Nove Zelandije na jugozahodnem delu Tihega oceana, in s površino 150.437 km² 12. največji otok na svetu. Obdajata ga Tasmanovo morje na zahodu ter Tihi ocean na vzhodu in jugu, na severu pa ga Cookov preliv loči od nekoliko manjšega, a nekajkrat gosteje naseljenega Severnega otoka. Južni otok je pravokotne oblike z daljšo stranico okrog 840 km.
Površje je pretežno gorato. Vzdolž otoka poteka v dolžini 500 km gorska veriga Južnih Alp z najvišjim vrhom Aoraki/Mount Cook (3754 m), ki je hkrati najvišji vrh Nove Zelandije in vse Oceanije. Poselitev je skoncentrirana na jugu in vzhodu, kjer so obširnejša nižavja, na zahodni obali pa je nižinski del mnogo ožji. Ta del je znan po številnih fjordih. Z gora se spuščajo ledeniki, ki napajajo pretežno kratke, hitro tekoče reke in množico gorskih jezer. Podnebje je zmerno. Oba otoka ležita na stiku Pacifiške in Avstralske tektonske plošče, zato sta tektonsko aktivna, Južni sicer manj od Severnega. Kljub temu ga je v letih 2010–2011 prizadela serija močnejših potresov, skoncentriranih v gosto naseljenem območju največjega mesta Christchurch.
Prvi naseljenci so bili pripadniki polinezijskega ljudstva Maorov. Leta 1642 je otoke Nove Zelandije odkril Abel Tasman, ko je v iskanju Avstralije plul preveč južno in vzhodno. Evropska naselitev je bila sprva skoncentrirana na Južnem otoku, v zgodnjem 20. stoletju pa ga je po številu prebivalcev prehitel Severni, ki ima ugodnejše podnebje. Južni otok je zdaj v mednarodnem merilu znan predvsem po svoji slikoviti gorski krajini in drugih naravnih danostih, zaradi česar je priljubljen kot turistična destinacija ter lokacija za snemanje filmov.

## Poimenovanje in uporaba
V 19. stoletju so nekateri zemljevidi identificirali Južni otok kot Srednji otok ali Novi Munster, ime Južni otok ali Novi Leinster pa je bilo uporabljeno za današnji Stewartov otok / Rakiura. Leta 1907 je zemljiški minister dal navodilo zemljiškemu in geodetskemu oddelku, da se ime Srednji otok v prihodnje ne sme uporabljati. »South Island se bo držal v vseh primerih«.
Čeprav je bil otok že vrsto let znan kot Južni otok, je leta 2009 Geografski odbor Nove Zelandije ugotovil, da skupaj s Severnim otokom Južni otok nima uradnega imena. Po javnem posvetovanju je odbor oktobra 2013 uradno poimenoval otok Južni otok ali Te Waipounamu.
Te Waipounamu, ki naj bi pomenil 'voda(e) Pounamu' (Zeleni kamen), se je verjetno razvil iz Te Wāhi Pounamu ('kraj zelenega kamna'). Otok je znan tudi kot Te Waka a Māui, kar pomeni 'Māuijev kanu'. V nekaterih sodobnih aliteracijah maorskih legend je Južni otok najprej obstajal kot čoln Māui, medtem ko je bil Severni otok riba, ki jo je ujel. Različni maorski iwi včasih uporabljajo različna imena, pri čemer nekateri Južni otok raje imenujejo Te Waka o Aoraki, pri čemer se sklicujejo na drugo maorsko legendo, imenovano zgodba o Aorakiju, saj so po ustvarjenem svetu Aoraki in njegovi trije bratje prišli v waka, da obiščejo svojo mamo, Papatūānuku, zemeljsko mater, le da se strmoglavijo, potem ko jim ni uspelo izvesti karakie na poti nazaj domov k svojemu očetu, Ranginuiju (znanemu tudi kot Raki), nebesnemu očetu, zaradi česar se waka spremeni v otok in štirje bratje v gorovje na njegovem vrhu.
V prozi se dva glavna otoka Nove Zelandije imenujeta Severni otok in Južni otok, z določnim člankom. Prav tako je običajno uporabiti predlog in namesto on, na primer »Christchurch je na Južnem otoku«, »moja mama živi na Južnem otoku«. Zemljevidi, naslovi, tabele in pridevniški izrazi uporabljajo Južni otok brez "the".
Ker je 32 % večji od Severnega otoka, vendar vsebuje manj kot četrtino prebivalstva države, Južni otok včasih šaljivo imenujejo »celina« Nove Zelandije s strani prebivalcev.

## Zgodovina

### Prazgodovina
Risbe z ogljem je mogoče najti v apnenčastih kamnitih zakloniščih v središču Južnega otoka, na več kot 500 krajih, ki se raztezajo od Kaikōure do Severnega Otaga. Risbe so po ocenah stare od 500 do 800 let in prikazujejo živali, ljudi in fantastična bitja, morda stilizirane plazilce. Nekatere od prikazanih ptic so že zdavnaj izumrle, vključno z moa in Haastov orel. Narisali so jih zgodnji Maori, toda do prihoda Evropejcev lokalni Maori niso vedeli izvora risb.

### Klasično maorsko obdobje
Prvi prebivalci Južnega otoka so bili Waitaha, zgodnji maorski iwi (največja družbena enota v novozelandski maorski družbi). Kāti Māmoe (zgodovinski maorski iwi) so jih v 16. stoletju večinoma sprejeli s poroko in osvajanjem.
Kāti Māmoe so v veliki meri prevzeli prek poroke in osvajanja Kāi Tahu (glavno pleme Māori iwi na Južnem otoku), ki so se preselili na jug v 17. stoletju. Medtem ko danes ni posebne organizacije Kāti Māmoe, imajo mnogi Kāi Tahu povezave s Kāti Māmoe v svoji whakapapi (genealogija, temeljno načelo v maorski kulturi) in še posebej na skrajnem jugu otoka.
Približno v istem času se je skupina Maorov preselila v Rēkohu (Chathamski otoki), kjer so se s prilagajanjem lokalnemu podnebju in razpoložljivosti virov sčasoma razvili v ločeno ljudstvo, znano kot Moriori, s svojim posebnim jezikom – oz. povezani z matično kulturo in jezikom na celinski Novi Zelandiji. Ena od pomembnih značilnosti kulture Moriori, poudarek na pacifizmu, se je izkazala za neugodno, ko so maorski bojevniki v 1830-ih prispeli na krovu najete evropske ladje.
V zgodnjem 18. stoletju se je pleme Kāi Tahu, pleme Māori, ki izvira iz vzhodne obale Severnega otoka, začelo seliti na severni del Južnega otoka. Tam sta se s Kāti Māmoe borili proti Ngāi Tara in Rangitāne v dolini Wairau. Ngāti Māmoe je nato odstopil območja vzhodne obale severno od reke Waiau Toa/Clarence Kāi Tahuju. Kāi Tahu so nadaljevali prodor proti jugu in osvojili Kaikōuro. Do leta 1730 so se Kāi Tahu naselili v Canterburyju, vključno s polotokom Banks. Od tam so se razširili naprej proti jugu in na zahodno obalo.
V letih 1827-1828 je pleme Ngāti Toa pod vodstvom Te Rauparahe uspešno napadlo Kāi Tahu pri Kaikōuri. Ngāti Toa so nato obiskali Kaiapoi, domnevno zaradi trgovanja. Ko so napadli svoje gostitelje, so dobro pripravljeni Kāi Tahu ubili vse vodilne poglavarje Ngāti Toa razen Te Rauparahe. Te Rauparaha se je vrnil v svojo trdnjavo na otoku Kapiti. Novembra 1830 je Te Rauparaha prepričal kapitana Johna Stewarta iz brigade Elizabeth, da je njega in njegove bojevnike na skrivaj odpeljal v Akaroo, pri čemer so s pretvarjanjem ujeli vodilnega poglavarja Kāi Tahu, Tama-i-hara-nuija, ter njegovo ženo in hčer. Potem ko so uničili vas Tama-i-hara-nui, so njihove ujetnike odpeljali v Kapiti in jih ubili. John Stewart, čeprav je bil aretiran in poslan na sojenje v Sydney kot sostorilec umora, se je kljub temu izognil obsodbi.
Poleti 1831–1832 je Te Rauparaha napadel Kaiapoi pā (utrjena vas). Vas Kaiapoi je Te Rauparaha trimesečno oblegal, med so njegovi možje uspešno uničili pā. Nato so napadli Kāi Tahu na polotoku Banks in zavzeli pā pri Onawe. V letih 1832–33 so se Kāi Tahu maščevali pod vodstvom Tūhawaikija in drugih ter napadli Ngāti Toa pri jezeru Grassmere. Kāi Tahu so zmagali in ubili veliko nasprotnikov Ngāti Toa, a je Te Rauparaha spet pobegnil. Boji so se nadaljevali še kakšno leto, pri čemer so Kāi Tahu ohranili prednost. Ngāti Toa niso nikoli več naredili večjega vdora na ozemlje Kāi Tahu.
Leta 1836 je poglavar Ngāti Tamov, Te Puoho, vodil 100-člansko vojno skupino, oboroženo z mušketami, po zahodni obali in čez prelaz Haast Pass / Tioripatea. Napadli so taborišče plemena Ngāi Tahu med jezeroma Wānaka in jezerom Hāwea, ujeli deset ljudi ter ubili in pojedli dva otroka. Te Puoho je svoje ujetnike odpeljal čez pogorje Crown Range do jezera Wakatipu in nato v Južno deželo, kjer je bil ubit, njegovo vojno skupino pa je uničil južni voditelj Ngāi Tahujev, Tuhawaiki.
Plemeni Kāi Tahu in Ngāti Toa sta do leta 1839 vzpostavila mir, pri čemer je Te Rauparaha izpustil ujetnike Kāi Tahu, ki jih je držal. Formalne poroke med vodilnimi družinami v obeh plemenih so zapečatile mir.
- Risba z ogljem na kamnu Carters rockpool na reki Ōpihi
- Prvi evropski vtis o Maorih v Murderers' Bayu, 1642
- Ladje v pristanišču Akaroa nekje v začetku 19. stoletja
- Gabriel's Gully med zlato mrzlico v osrednjem Otagu, 1862
- Jez Benmore je največji od osmih jezov znotraj energetske sheme Waitaki in je bil naročen leta 1965

### Evropski kontakt
Prvi Evropejci, za katere je znano, da so dosegli Južni otok, je bila posadka nizozemskega raziskovalca Abela Tasmana, ki je priplula z ladjama Heemskerck in Zeehaen. Decembra 1642 se je Tasman zasidral na severnem koncu otoka v zalivu Golden Bay / Mohua, ki ga je poimenoval Moordenaarjev zaliv (Zaliv morilcev), preden je po spopadu z Maori odplul proti severu na Tongo. Tasman je skiciral dele zahodne obale obeh glavnih otokov. Tasman jih je imenoval Staten Landt, po Staten-Generaal  Nizozemske, in to ime se je pojavilo na njegovih prvih zemljevidih države. Nizozemski kartografi so spremenili ime v Nova Zeelandia v latinščini, iz Nieuw Zeeland, po nizozemski provinci Zeeland. Britanski mornariški kapitan James Cook iz HM Bark Endeavourja, ki je otoke obiskal več kot 100 let po Tasmanu med (1769–1770), ga je nato angliziral kot Nova Zelandija.
Prvo evropsko naselbino na Južnem otoku je pri Bluffu leta 1823 ustanovil James Spencer, veteran bitke pri Waterlooju.
Januarja 1827 je francoski raziskovalec Jules Dumont d'Urville prispel v Tasmanski zaliv / Te Tai-o-Aorere na korveti Astrolabe. D'Urville in njegova ekipa so poimenovali številne znamenitosti okoli Tasmanovega zaliva, vključno d'Urvilleov otok, Te Aumiti / French Pass in zaliv Torrent.

### Evropska naselitev
Po podpisu pogodbe iz Waitangija februarja 1840 je namestnik guvernerja kapitan William Hobson maja 1840 razglasil britansko suverenost nad Novo Zelandijo in Južni otok je skupaj s preostalo Novo Zelandijo za kratek čas postal del kolonije Novi Južni Wales. Ta deklaracija je bila odgovor na poskuse Francije, da bi kolonizirala Južni otok pri Akaroi in novozelandskega podjetja, ki je poskušalo ustanoviti ločeno kolonijo v Wellingtonu, zato je Hobson 21. maja 1840 razglasil britansko suverenost nad celotno Novo Zelandijo (severna Otok po pogodbi in Jug po odkritju). Sedem dni po razglasitvi je bila pogodba podpisana v Akaroi 28. maja.
17. junija 1843 so se maorski in britanski naseljenci spopadli pri Wairauu v tem, kar je postalo znano kot Wairau Affray. V večini starejših besedil znan tudi kot pokol v Wairauu, je bil to prvi resen spopad med obema stranema po podpisu pogodbe iz Waitangija in edini, ki se je zgodil na Južnem otoku. V incidentu so umrli štirje Maori, trije pa so bili ranjeni, med Evropejci pa je bilo 22 mrtvih in pet ranjenih. Dvanajst Evropejcev je bilo ustreljenih ali do smrti prebitih s palicami, potem ko so se predali Maorom, ki so jih zasledovali.
Naselje Otago, ki ga je sponzorirala Svobodna škotska cerkev, je dobilo konkretno obliko v Otagu marca 1848 s prihodom prvih dveh priseljenskih ladij iz Greenocka (na Firth of Clyde) – John Wickliffe in Philip Laing. Kapitan William Cargill, veteran vojne na polotoku, je služil kot prvi vodja kolonije: državljani Otaga so ga pozneje izvolili v urad nadzornika province Otago.
Medtem ko so Severni otok pretresle novozelandske vojne v 1860-ih in 1870-ih, je bil Južni otok z nizko populacijo Maorov na splošno miren. Leta 1861 so v Gabriel's Gullyju v osrednjem Otagu odkrili zlato, kar je sprožilo zlato mrzlico. Dunedin je postal najbogatejše mesto v državi in mnogi na Južnem otoku so se zgražali nad financiranjem vojn na Severnem otoku.
V 1860-ih se je več tisoč Kitajcev, večinoma iz province Guangdong, preselilo na Novo Zelandijo, da bi delalo na zlatih nahajališčih na Južnem otoku. Čeprav je prve kitajske migrante povabila vlada province Otago, so hitro postali tarča sovražnosti belih naseljencev in sprejeti so bili zakoni, posebej da bi jih odvrnili od prihoda na Novo Zelandijo.

## Geografija
Južni otok s površino 150.437 km² je največja kopenska masa Nove Zelandije; vsebuje približno eno četrtino novozelandskega prebivalstva in je 12. največji otok na svetu. Po dolžini ga delijo Južne Alpe, katerih najvišji vrh je Aoraki / Mount Cook s 3724 metri, in je 9. najvišji otok z visokim pogorjem Kaikōura na severovzhodu. Na Južnem otoku je osemnajst vrhov, višjih od 3000 metrov. Vzhodna stran otoka je Canterburyjska ravnina, medtem ko je zahodna obala znana po razgibanih obalah, kot je Fiordland, zelo velik delež avtohtonega grmičevja ter ledenika Fox in Franz Josef. Zaradi dramatične pokrajine je Južni otok postal priljubljena lokacija za produkcijo več filmov, vključno s trilogijo Gospodar prstanov in Narnijske kronike: Lev, čarovnica in omara. Leži na podobnih zemljepisnih širinah kot Tasmanija (otok južno od avstralske celine) in deli Patagonije v Južni Ameriki.

### Geologija
4. septembra 2010 je Južni otok prizadel potres z magnitudo 7,1, ki je povzročil veliko škodo, več izpadov električne energije in veliko poročil o popotresnih sunkih. Pet mesecev in pol pozneje je 22. februarja potres v Christchurchu z magnitudo 6,3 povzročil veliko večjo dodatno škodo v Christchurchu, kar je povzročilo 181 smrtnih žrtev. Ta potres se je zgodil približno v času kosila in je bil s središčem bližje Lytteltonu ter plitvejši od prejšnjega potresa, kar je posledično povzročilo veliko škodo.

### Podnebje
Podnebje na Južnem otoku je večinoma zmerno. Povprečna temperatura za Južni otok je 8 °C. Januar in februar sta najtoplejša meseca, julij pa najhladnejši. Zgodovinske najvišje in najnižje vrednosti so 42,4 °C v Rangiori, Canterbury in -21,6 °C v Ophirju, Otago.
Pogoji se med regijami močno razlikujejo, od izjemno mokrega na zahodni obali do polsušnega v porečju Mackenzie v notranjosti Canterburyja. Večina območij ima med 600 in 1600 mm padavin, največ dežja vzdolž zahodne obale in najmanj dežja na vzhodni obali, predvsem na Canterburyjski ravnini. Christchurch je najbolj suho mesto, saj prejme okoli 640 milimetrov dežja na leto, medtem ko je Invercargill najbolj mokro, saj prejme okoli 1150 milimetrov. Južni in jugozahodni deli Južnega otoka imajo hladnejše in oblačno podnebje, s približno 1400–1600 sončnimi urami letno; severni in severovzhodni del Južnega otoka sta najbolj sončna območja in prejmeta približno 2400–2500 ur.

### Naravnogeografske značilnosti

#### Fjordi
Južni otok ima 15 imenovanih morskih fjordov, ki so vsi na jugozahodu otoka v goratem območju, znanem kot Fiordland. Na Novi Zelandiji se uporablja beseda fiord namesto 'fjord', čeprav vsi obmorski fjordi namesto tega v svojem imenu uporabljajo besedo Sound.
Ledeniške doline zapolnjujejo tudi številna jezera v regijah Fiordland in Otago. Jezero Te Anau ima tri zahodne rokave, ki so fiordi (in se tako imenujejo). Jezero McKerrow / Whakatipu Waitai severno od Milford Sound / Piopiotahi je fjord z zamuljenim ustjem. Jezero Wakatipu zapolnjuje veliko ledeniško dolino, tako kot jezera Hakapoua, Poteriteri, Monowai in Hauroko na skrajnem jugu Fiordlanda. Jezero Manapouri ima fiorde kot zahodni, severni in južni rokav.
Marlborough Sounds, vrsta globokih vdolbin v obali na severni konici Južnega otoka, so pravzaprav rias, utopljene rečne doline.

#### Ledeniki
Večina novozelandskih ledenikov je na Južnem otoku. Običajno jih najdemo v južnih Alpah blizu glavnega razvoda.
Popis ledenikov na Južnem otoku v 1980-ih je pokazal, da je bilo približno 3155 ledenikov s površino najmanj enega hektarja. Približno šestina teh ledenikov je pokrivala več kot 10 hektarjev. Sem spadata ledenika Fox / Te Moeka o Tuawe in Franz Josef / Kā Roimata o Hine Hukatere na zahodni obali ter ledeniki Haupapa/Tasman, Hooker, Mueller in Murchison na vzhodu.

#### Jezera
Na Novi Zelandiji je približno 3820 jezer s površino večjo od enega hektarja. Velik del višje ležečih dežel na Južnem otoku je bil v ledeniških obdobjih zadnjih dveh milijonov let prekrit z ledom. Napredujoči ledeniki so erodirali velike strme doline in pogosto nosili kupe morene (skale in prst), ki so delovali kot naravni jezovi. Ko so se ledeniki umaknili, so zapustili kotanje, ki so zdaj napolnjene z jezeri. Gladina večine ledeniških jezer v zgornjih delih rek Waitaki in Clutha / Mata-Au je nadzorovana za proizvodnjo električne energije. Hidroelektrični rezervoarji so pogosti v južnem Canterburyju in osrednjem Otagu, med katerimi je največje jezero Benmore na reki Waitaki.
Južni otok ima 8 od 10 največjih novozelandskih jezer. Oblikovali so jih ledeniki in vključujejo jezero Wakatipu, jezero Tekapo in jezero Manapouri. Najgloblje (462 m) je jezero Hauroko v zahodnem južnem delu otoka. Je 16. najgloblje jezero na svetu. Pred milijoni let je imel osrednji Otago ogromno jezero – jezero Manuherikia. Počasi se je zapolnilo z blatom, tam so našli fosile rib in krokodilov.

#### Vulkani
Na Južnem otoku so štirje ugasli vulkani, vsi pa so na vzhodni obali.
Polotok Banks tvori najvidnejšo od teh vulkanskih značilnosti. Geološko gledano polotok sestavljajo erodirani ostanki dveh velikih  vulkanov (najprej je nastal Lyttelton, nato Akaroa). Ti so nastali zaradi vulkanizma znotraj plošče pred približno enajstimi do osmimi milijoni let (miocen) na celinski skorji. Polotok je nastal kot obalni otok, vulkani pa segajo približno 1500 m nad morsko gladino. Dva dominantna kraterja sta oblikovala pristanišča Lyttelton / Whakaraupō in Akaroa.
Canterburyjska nižina je nastala zaradi erozije Južnih Alp (obsežno in visoko gorsko območje, ki je nastalo zaradi stika indo-avstralske in pacifiške tektonske plošče) in iz naplavin, ki so jih ustvarile velike prepletene reke. Ta nižina doseže svojo najširšo točko, kjer se sreča s hribovito podregijo polotoka Banks. Plast lesa, precej nestabilnega drobnega mulja, ki ga nanesejo vetrovi fen, ki pihajo po nižinah, pokriva severni in zahodni del polotoka. Del roba kraterja, ki leži med pristaniščem Lyttelton / Whakaraupō in mestom Christchurch, tvori Port Hills.
Pristanišče Otago je nastalo iz utopljenih ostankov velikanskega ščitastega vulkana s središčem blizu današnjega mesta Port Chalmers. Ostanke tega silovitega izvora je mogoče videti v bazaltu okoliških hribov. Zadnja eruptivna faza se je končala pred približno desetimi milijoni let in zapustila izrazit vrh Mount Cargill.
Timaru je bil zgrajen na gričih, ustvarjenih iz tokov lave izumrle gore Horrible, ki je zadnjič izbruhnila pred več tisoč leti.

#### Te Wāhipounamu svetovna dediščina
Te Wahipounamu (maorsko za 'kraj zelenega kamna') je svetovna dediščina v jugozahodnem kotu Južnega otoka.
Leta 1990 je bil vpisan na seznam svetovne dediščine in pokriva 26.000 kvadratnih kilometrov in vključuje narodni park Aoraki / Mount Cook, narodni park Fiordland, narodni park Mount Aspiring in narodni park Westland Tai Poutini.
Domneva se, da vsebuje nekaj najboljših sodobnih predstavitev prvotne flore in favne v Gondvani, kar je eden od razlogov za uvrstitev na seznam svetovne dediščine.

## Naravna zgodovina
Med zadnjim ledeniškim obdobjem, ko je bila gladina morja več kot 100 metrov nižja od današnje ravni, sta bila Severni in Južni otok povezana z veliko obalno nižino, ki je nastala v zalivu Južni Taranaki. Podobno sta bila Južni otok in Stewartov otok / Rakiura povezana z obalnimi ravninami, ki so prekrivale današnjo ožino Foveaux. V tem obdobju je bila večina Južnega otoka pokrita s travniki in ledeniki, v primerjavi z gozdovi in deževnimi gozdovi, ki so rasli na bolj zmernem Severnem otoku. Gladina morja se je začela dvigovati pred 7000 leti, sčasoma pa je ločila otoka in povezala Cookov preliv s Tasmanskim morjem.[64]

### Ptice
Obstaja več vrst ptic, ki so endemične za Južni otok. Med njimi so kea, veliki pegasti kivi (Apteryx haastii), rjavi kivi Okarito (Apteryx rowi), južnootoški kōkako (Callaeas cinereus), južnootoški ostrigar (Haematopus finschi), oranžnočeli papagaj (Cyanoramphus malherbi), novozelandski vranjek (Leucocarbo carunculatus), takahē (Porphyrio hochstetteri), črnočela čigra (Chlidonias albostriatus), južnootoški robin (Petroica australis), novozelandski škrab (Xenicus gilviventris), kljunokljun (Anarhynchus frontalis) in rumenoglavi (Mohoua ochrocephala).
Številne vrste ptic na Južnem otoku so zdaj izumrle, predvsem zaradi lova s strani ljudi in plenjenja mačk in podgan, ki so jih naselili ljudje. Izumrle vrste so južnootoška gos, južnootoška orjaška moa (Dinornis robustus), Haastov orel in južnootoški piopio (Turnagra capensis).

## Upravne delitve
Južni otok je razdeljen na sedem provinc: Canterbury, Nelson, Otago, Marlborough, Tasman, West Coast in Southland.
Na Južnem otoku je 23 teritorialnih oblasti: 4 mestni sveti (Christchurch, Dunedin, Invercargill, Nelson) in 19 okrožnih svetov. Trije teritorialni organi (mestni svet Nelsona ter okrožna sveta Tasman in Marlborough) opravljajo tudi funkcije regionalnega sveta in so zato znani kot enotni organi.

## Demografija
V primerjavi z bolj naseljenim in večetničnim Severnim otokom ima Južni otok manjše, bolj homogeno prebivalstvo 1.225.000 (junij 2023). Glede na podnacionalne populacijske projekcije Statistike Nove Zelandije: 2006–2031; prebivalstvo Južnega otoka se bo v povprečju povečalo za 0,6 odstotka na leto na 1.047.100 leta 2011, 1.080.900 leta 2016, 1.107.900 leta 2021, 1.130.900 leta 2026 in 1.149.400 leta 2031.
Južni otok je imel ob popisu prebivalstva Nove Zelandije leta 2018 1.149.564 prebivalcev, kar je povečanje za 91.058 ljudi (8,6 %) od popisa leta 2013 in povečanje za 127.251 ljudi (12,4 %) od popisa leta 2006.
Po popisu prebivalstva na Novi Zelandiji leta 2018 se je 84,8 odstotka prebivalcev Južnih otokov opredelilo za evropsko narodnost, 10,0 odstotka za Maore, 8,7 odstotka za Azijce, 2,9 odstotka za pacifiške narode, 1,2 odstotka za Bližnjevzhodne/Latinskoameriške/Afričane in 1,4 odstotka za druge etnične pripadnosti (predvsem 'Novozelandec'). Skupni seštevek znaša več kot 100 %, saj se ljudje lahko identificirajo z več etničnimi skupinami.
Delež prebivalcev rojenih v tujini, je bil 21,4 %. Najpogostejše tuje države rojstva so Anglija (22,0 % prebivalcev, rojenih v tujini), Avstralija (8,8 %), Filipini (7,9 %), celinska Kitajska (6,5 %) in Indija (5,4 %).
Približno 48,6 odstotka prebivalcev se povezuje s krščanstvom in 3,1 odstotka z nekrščanskimi religijami, medtem ko jih je 45,8 odstotka nereligioznih. Anglikanizem je največja krščanska veroizpoved na Južnem otoku z 12,7-odstotnim deležem, tesno sledi katolicizem z 12,1 odstotka in prezbiterijanstvo z 11,7 odstotka.

## Gospodarstvo
Gospodarstvo južnega otoka je močno osredotočeno na turizem in primarne industrije, kot je kmetijstvo. Druge glavne industrijske skupine so proizvodnja, rudarstvo, gradbeništvo, oskrba z energijo, izobraževanje, zdravstvo in javne storitve.
Subnacionalni bruto domači proizvod (BDP) Južnega otoka je bil v letu do marca 2022 ocenjen na 78,94 milijarde novozelandskih dolarjev, kar je 21,9 % nacionalnega BDP Nove Zelandije. Subnacionalni BDP na prebivalca je bil v istem obdobju ocenjen na 65.875 $.

### Energija
Južni otok je glavno središče za proizvodnjo električne energije, zlasti na južni polovici otoka, predvsem iz hidroelektrarn. Leta 2010 je otok proizvedel 18,01 TWh električne energije, kar je 41,5 % celotne proizvodnje električne energije na Novi Zelandiji. Skoraj vso (98,7 %) električne energije na otoku proizvede hidroelektrična energija, predvsem iz shem Waitaki, Clutha in Manapouri, večina preostalega pa iz vetrne energije. Medtem ko se večina električne energije porabi na otoku, se znaten odstotek izvozi na Severni otok prek povezave HVDC Inter-Island.
Nafta in zemeljski plin na morju bosta v prihodnosti verjetno postala vse pomembnejši del gospodarstva Južnega otoka. Origin Energy je ustanovil skupno podjetje z Anadarko Petroleum, drugim največjim neodvisnim podjetjem v ZDA, proizvajalec zemeljskega plina, da začne vrtati za nafto v Canterburyjskem bazenu ob obali Dunedina. 390 km² velik potencial Carrack/Caravel ima potencial za dobavo več kot 500.000.000 sodov (79.000.000 m³) nafte in plina. Tržni analitik Greg Easton iz Craigs Investment Partners je komentiral, da bi lahko tako pomembna najdba spremenila Dunedin iz Edinburgha na jugu v Aberdeen na jugu.[49]
Veliki južni bazen ob obali Otaga in Southlanda na več kot 500.000 kvadratnih kilometrih (pokriva površino, ki je 1,5-krat večja od kopenske mase Nove Zelandije) je eden največjih nerazvitih naftnih bazenov na morju Nove Zelandije z možnostmi za nafto in plin. Julija 2007 je novozelandska vlada podelila dovoljenja za raziskovanje nafte in plina za štiri območja Velikega južnega bazena, ki je v nestanovitnih vodah ob južni obali Nove Zelandije.

### Turizem
Turizem je velik zaslužek za Južni otok. Priljubljene turistične dejavnosti vključujejo oglede, pustolovski turizem, kot so plezanje po ledeniku in skok z elastiko, tramping (pohodništvo), vožnja s kajakom in kampiranje. Številne sprehajalne in pohodniške poti, vključno s šestimi novozelandskimi Great Walks, so na Južnem otoku in so mednarodno znane.
Povečanje števila direktnih mednarodnih letov v Christchurch, Dunedin in Queenstown je povečalo število čezmorskih turistov.
Narodni park Fiordland, Narodni park Abel Tasman, Narodni park Westland Tai Poutini, Narodni park Aoraki / Mount Cook, Queenstown, Kaikōura in Marlborough Sounds veljajo za glavne turistične destinacije na Južnem otoku in med 10 najboljših destinacij na Novi Zelandiji.
- Skok z elastiko v Queenstownu
- Cardrona Alpine Resort
- Jezero Pukaki, z Aoraki / Mount Cook v ozadju
- Arthur's Pass